# Scindapsus
Scindapsus (hrv. scindapsus; lat. Scindapsus), rod vazdazelenih penjačica iz porodice kozlačevki raširen po jugoistočnoj Kini i tropskoj Aziji (Indokina, Malezija) i zapadnog Pacifika.
Na popisu je tridesetak vrsta.

## Vrste
1. Scindapsus alpinus Alderw.
2. Scindapsus altissimus Alderw.
3. Scindapsus beccarii Engl.
4. Scindapsus carolinensis Hosok.
5. Scindapsus coriaceus Engl.
6. Scindapsus crassipes Engl.
7. Scindapsus curranii Engl. & K.Krause
8. Scindapsus cuscuaria (Aubl.) C.Presl
9. Scindapsus cuscuarioides Engl. & K.Krause
10. Scindapsus falcifolius Engl.
11. Scindapsus geniculatus Engl.
12. Scindapsus glaucescens (Engl. & K.Krause) Alderw.
13. Scindapsus grandifolius Engl.
14. Scindapsus hederaceus (Zoll. & Moritzi) Schott
15. Scindapsus javanicus Alderw.
16. Scindapsus kinabaluensis (Furtado) Kartini & P.C.Boyce
17. Scindapsus latifolius M.Hotta
18. Scindapsus longipes Engl.
19. Scindapsus longistipitatus Merr.
20. Scindapsus lucens Bogner & P.C.Boyce
21. Scindapsus maclurei (Merr.) Merr. & F.P.Metcalf
22. Scindapsus mamillifer Alderw.
23. Scindapsus marantifolius (Schott) Miq.
24. Scindapsus officinalis (Roxb.) Schott
25. Scindapsus perakensis Hook.f.
26. Scindapsus pictus Hassk.
27. Scindapsus roseus Alderw.
28. Scindapsus rupestris Ridl.
29. Scindapsus salomoniensis Engl. & K.Krause
30. Scindapsus schlechteri K.Krause
31. Scindapsus scortechinii Hook.f.
32. Scindapsus splendidus Alderw.
33. Scindapsus subcordatus Engl. & K.Krause
34. Scindapsus suffruticosus Alderw.
35. Scindapsus sumatranus (Miq.) P.C.Boyce & A.Hay
36. Scindapsus treubii Engl.

## Sinonimi
- Cuscuaria Schott; Bonplandia (Hannover) 5: 45 (1857)